# وارونه (فیلم ۱۹۹۹)
وارونه (به انگلیسی: Topsy-Turvy) نام فیلم کمدی-موزیکال بریتانیایی است که در سال ۱۹۹۹ به کارگردانی مایک لی ساخته شد. این فیلم موفق شد در دو رشتهٔ بهترین طراحی لباس و بهترین گریم برندهٔ جایزه اسکار شود. همچنین در دو رشتهٔ بهترین فیلم‌نامهٔ غیراقتباسی و بهترین کارگردان هنری نامزد جایزه اسکار شد.
در وارونه، ماجرای اختلاف‌های میان سولیوان و گیلبرت پیش از اجرای اپرای کمدیِ «میکادو» روایت می‌شود و نشان داده می‌شود که چگونه این دو تصمیم می‌گیرند به همکاری خود ادامه دهند.